# Yakeshi
Yakeshi (chinois : 牙克石 ; pinyin : yákèshí shì ; mongol : ᠶᠠᠭᠰᠢ
ᠬᠣᠲᠠ, VPMC : Yaɣsi qota, cyrillique : Ягши хот) est une ville-district de la région autonome de Mongolie-Intérieure en Chine. C'est une ville-district placée sous la juridiction de la ville-préfecture de Hulunbuir. Appelée auparavant Xuguit Qi (喜桂图旗, xǐguìtú qí, « bannière de Xiguit »), elle a pris son nom actuel en 1983, lorsqu'elle a obtenu le statut de ville-district.

## Géographie

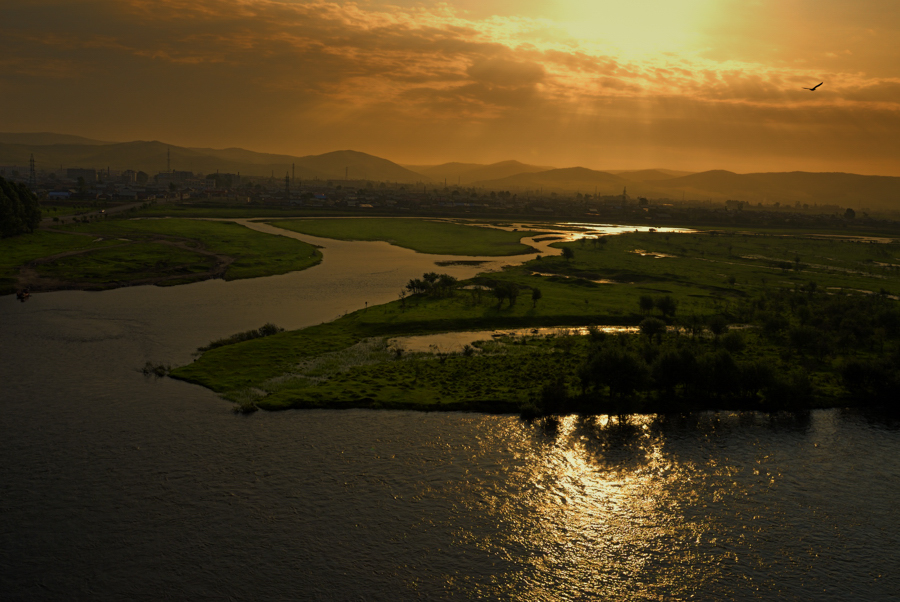
La rivière Zhamin et le bourg de Mianduhe

Le centre de Yakeshi est situé près de l'Argoun à 70 km à l'est de Hailar et sur le versant nord du massif du Grand Khingan. Son économie repose sur l'industrie forestière, le bois, la médecine traditionnelle, les moutons, l'industrie laitière, le colza, le blé le cuivre, le fer, le charbon et l'or.
La population du district était de 420 125 habitants en 1999 et de 378 747 habitants en 2008.
Le district est divisé en sept quartiers pour les zones urbaines, Xingong (新工街道), Dongxing (东兴街道), Hongqi (红旗街道), Jianshe (建设街道), Nuanquan (暖泉街道), Shengli (胜利街道), et Yongxing (永兴街道), ainsi qu'en neuf bourgs, Bogdo(博克图镇), Chuoyuan (绰源镇), Hudur (库都尔镇), Mianduhe (免渡河镇), Tarqi (塔尔气镇), Tulihe (图里河镇), Unur (乌奴尔镇), Urqihan (乌尔其汉镇), Yitulihe (伊图里河镇) et deux centres, Bairin (巴林便民服务中心) et Meitian (煤田便民服务中心).
Le climat est continental avec des hivers très secs et des pluies estivales. Les précipitations annuelles atteignent 402 mm, la température annuelle moyenne est de −2,2 °C. Il y a fait −45,4 °C le 3 février 1984 et 35,8 °C le 24 juin 1980.

## Galerie

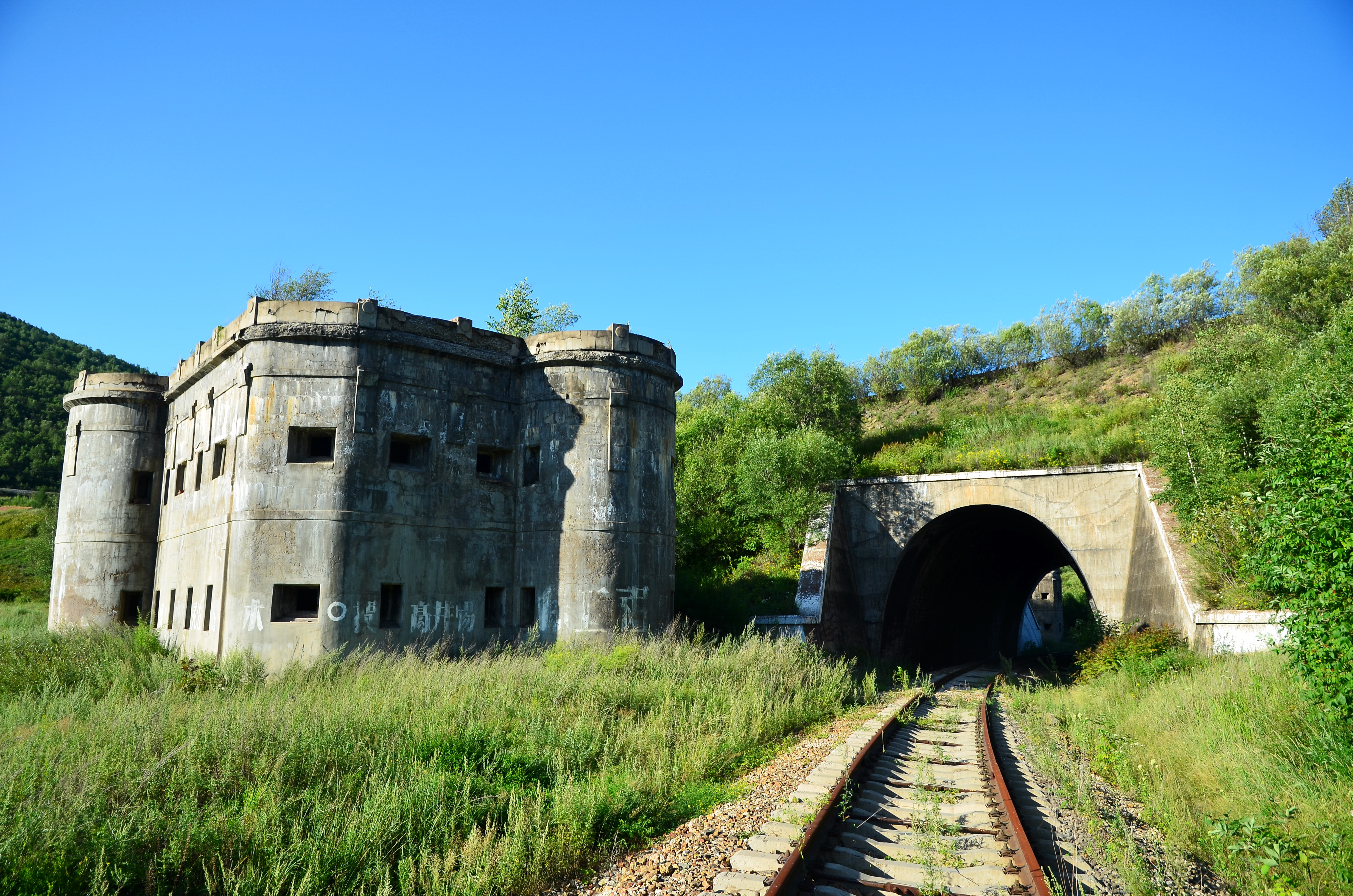
Tunnel ferroviaire et blockhaus abandonnés du Sud-Ouest de la chaîne du Khingan (chinois xīng'ān lǐng).
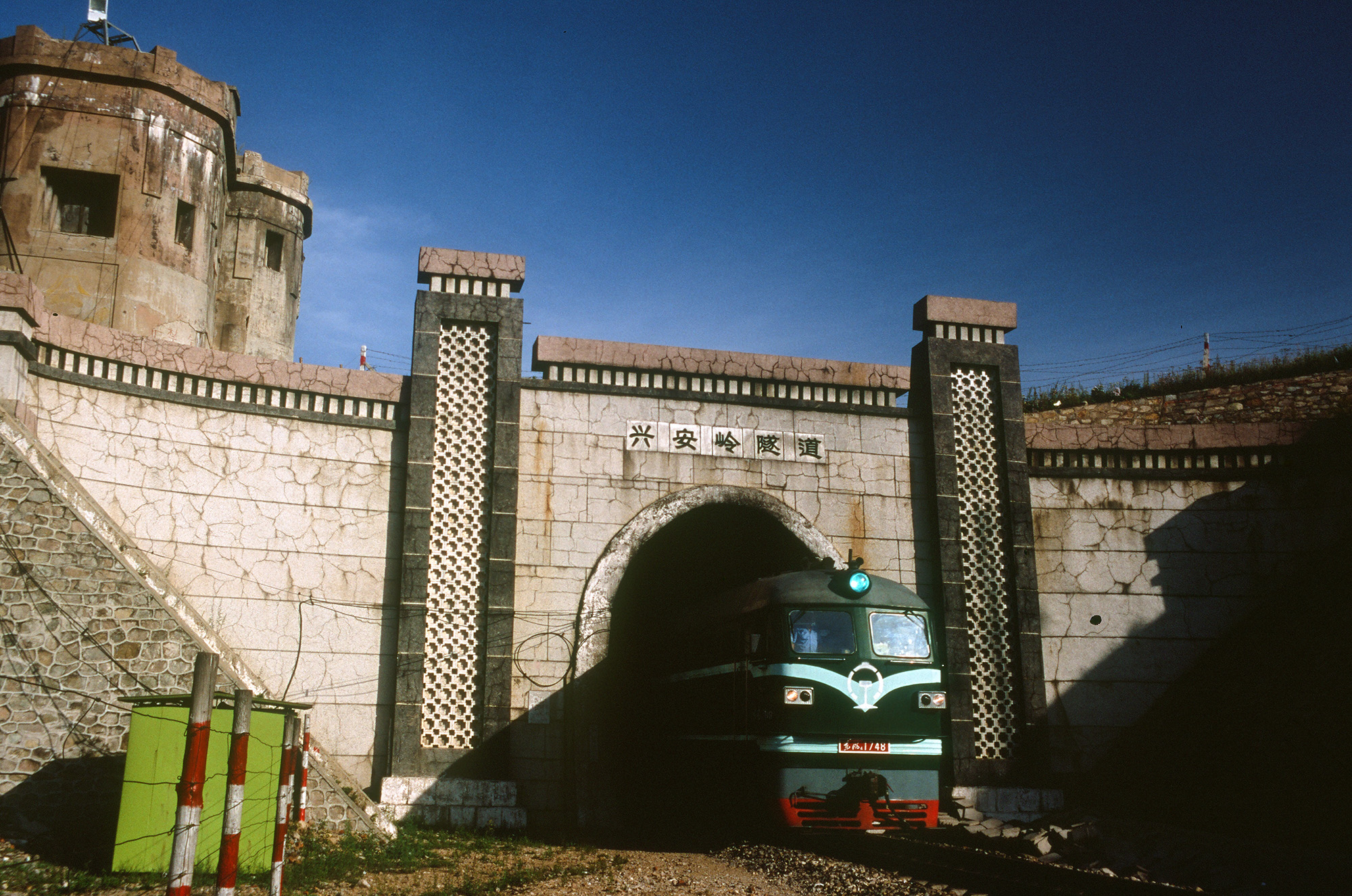
Tunnel actuellement en service
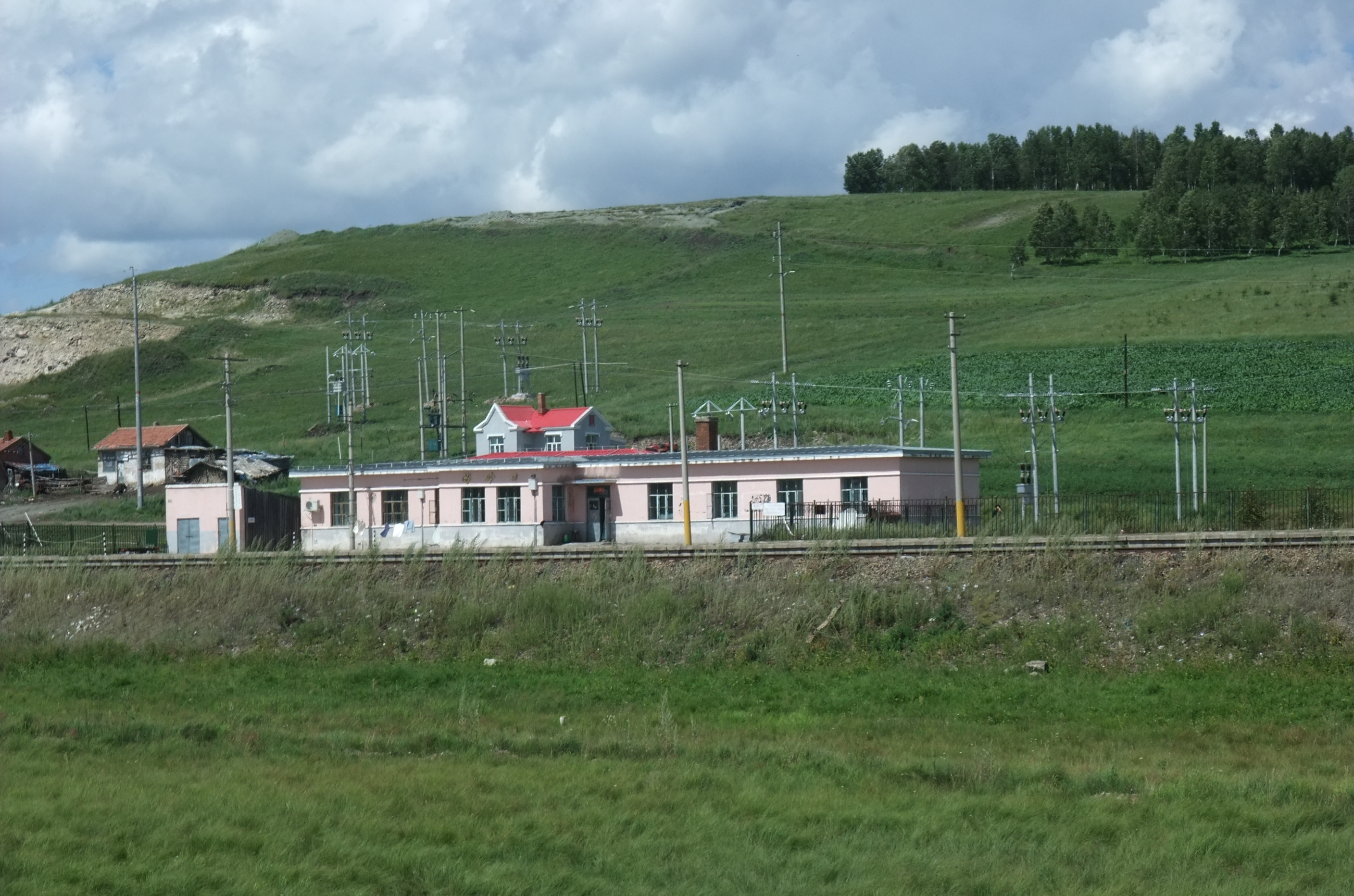
Station ferroviaire de Xilingkou.